# Liste der Monuments historiques in Puget-Théniers
Die Liste der Monuments historiques in Puget-Théniers führt die Monuments historiques in der französischen Gemeinde Puget-Théniers auf.

## Liste der Bauwerke
| Bezeichnung                       | Beschreibung | Standort | Kennzeichnung | Schutzstatus | Datum | Bild           |
| --------------------------------- | ------------ | -------- | ------------- | ------------ | ----- | -------------- |
| Kirche Notre-Dame-de-l’Assomption |              | (Lage)   | PA00080944    | Inscrit      | 1989  | weitere Bilder |

## Liste der Objekte
| Bezeichnung | Beschreibung | Standort | Kennzeichnung | Schutzstatus | Datum | Bild           |
| --- | --- | -------- | ------------- | ------------ | ----- | -------------- |
| Lokomotive E 211 | meterspurige Lokomotive mit Tender, Typ Mallet 120-030T, Nr. E 211, hergestellt von Henschel & Sohn, 1923; im Depot der GECP                         | (Lage)   | PM06001448    | Classé       | 1992  |                |
| Lokomotive T 327 | meterspurige Lokomotive mit Tender, Typ Fives-Lille 230 T 327, 1909; im Depot der SNCF                                                               | (Lage)   | PM06000777    | Classé       | 1987  | weitere Bilder |
| Gemälde des Retabels: La Transfiguration | Tafelgemälde, 1620; in der Kirche Notre-Dame-de-l’Assomption                                                                                         | (Lage)   | PM06000771    | Classé       | 1908  |                |
| Monstranz | Silber und Gold, 18. Jahrhundert; in der Kirche Notre-Dame-de-l’Assomption                                                                           | (Lage)   | PM06000775    | Classé       | 1908  |                |
| Zwei Gemälde mit Heiligen | Tafelgemälde, 16. Jahrhundert; in der Kirche Notre-Dame-de-l’Assomption                                                                              | (Lage)   | PM06000770    | Classé       | 1908  |                |
| Gemälde Le Couronnement de la Vierge et saint Thomas de Villeneuve distribuant des aumônes entre sainte Marie-Madeleine, sainte Thérèse d’Avila, saints Laurent et Justinien | Ölgemälde, Jean André de Castellane, 1680er Jahre; ursprünglich in der Chapelle Sainte-Croix des Pénitents Blancs, jetzt im Palais Lascaris in Nizza | (Lage)   | PM06000778    | Classé       | 1984  |                |
| Altar | Holz, polychrom gefasst und vergoldet, letztes Viertel des 17. Jahrhunderts; in der Chapelle Sainte-Croix des Pénitents Blancs                       | (Lage)   | PM06001443    | Classé       | 1989  |                |
| Retabel des Altars gewidmet Saint-Laurent-de-Tolentino | Holz, 18. Jahrhundert; in der Kirche Notre-Dame-de-l’Assomption                                                                                      | (Lage)   | PM06000773    | Classé       | 1908  |                |
| Skulpturengruppe Calvaire | Nussbaumholz, 18. Jahrhundert; in der Kirche Notre-Dame-de-l’Assomption                                                                              | (Lage)   | PM06000774    | Classé       | 1908  | weitere Bilder |
| Retabel mit fünf Gemälden | 1523; in der Kirche Notre-Dame-de-l’Assomption | (Lage)   | PM06000776    | Classé       | 1908  | weitere Bilder |
| Altar mit Retabel | Holz, polychrom gefasst und vergoldet, fünf Tafelgemälde, Ende des 17. Jahrhunderts; in der Kirche Notre-Dame-de-l’Assomption                        | (Lage)   | PM06001443    | Classé       | 1989  |                |
| Prozessionskreuz | Silber, vergoldet, 17. Jahrhundert; in der Kirche Notre-Dame-de-l’Assomption                                                                         | (Lage)   | PM06000769    | Classé       | 1908  |                |
| Retabel mit 15 Flachreliefs | Holz, vergoldet, 17. Jahrhundert; in der Kirche Notre-Dame-de-l’Assomption                                                                           | (Lage)   | PM06000772    | Classé       | 1908  |                |